# Autechaux
Autechaux är en kommun i departementet Doubs i regionen Bourgogne-Franche-Comté i östra Frankrike. Kommunen ligger i kantonen Baume-les-Dames som tillhör arrondissementet Besançon. År 2022 hade Autechaux 431 invånare.

## Befolkningsutveckling
Antalet invånare i kommunen Autechaux
Referens:INSEE